# Cédric Klapisch
Cédric Klapisch (Neuilly-sur-Seine, 4 settembre 1961) è un regista, sceneggiatore  e produttore francese.

## Biografia
Klapisch è nato in Francia da una famiglia ebrea. Il padre era un fisico nucleare polacco, la madre una psicanalista. Dopo il liceo a Parigi, studiò per accedere alla scuola di cinema francese La Fémis, ma non fu ammesso. Si iscrisse allora all'Università di Parigi-Sorbona e conseguì un master all'Università di Parigi-Vincennes-Saint-Denis. All'età di 23 anni, partì per gli Stati Uniti dove proseguì i suoi studi di cinema all'Università di New York. In questi due anni diresse i suoi primi cortometraggi fra i quali In transit, in cui compare il regista e compagno di studi Todd Solondz.
Nel 1990 Klapisch ottiene a Parigi la sua prima candidatura al Premio César per il cortometraggio Ce qui meut (Cosa si muove), a cui seguirono alcuni lavori televisivi e il primo lungometraggio, Riens du tout (Niente di niente). Il film per ragazzi Le péril jeune (Il giovane pericolo), ambientato negli anni 70, divenne un cult televisivo e due anni dopo fu proiettato nelle sale francesi. Nel frattempo aveva diretto un'altra commedia di successo, Ognuno cerca il suo gatto.  La fama internazionale arrivò prima con Aria di famiglia, pluri-premiato adattamento cinematografico di una commedia teatreale, e soprattutto con L'appartamento spagnolo del 2002. Il film, girato in Spagna a basso costo, diventò molto popolare e segnò un punto di svolta nella carriera di Klapisch.
Vent'anni dopo, nel 2022, dopo aver diretto due sequel, Bambole russe e Rompicapo a New York, Klapisch decise di riportare la vecchia squadra dell'appartamento spagnolo in una serie per Prime Video, Salade Greque (Insalata greca). La riprese si svolsero in Grecia e iniziarono al termine delle riprese di La vita è una danza (En Corps), un altro successo di Klapisch al botteghino. Nel film, il regista ripropone un tema a lui caro, la danza, dopo due documentari sul Balletto dell'Opéra e il film del 2008 Parigi.
Klapisch, che è solito fare un cameo nei suoi film, oltre alla professione di regista e sceneggiatore, lavora anche come produttore e fotografo. I suoi scatti sono stati esposti in gallerie e festival cinematografici o pubblicati su riviste.

## Filmografia

### Regista e sceneggiatore
- Riens du tout (1991)
- Le Péril jeune (1994)
- Ognuno cerca il suo gatto (Chacun cherche son chat) (1996)
- Aria di famiglia (Un air de famille) (1996)
- Peut-être (1999)
- L'appartamento spagnolo (L'Auberge espagnole) (2002)
- Autoreverse (Ni pour ni contre (bien au contraire)) 2003)
- Bambole russe (Les Poupées russes) (2005)
- Parigi (Paris) (2008)
- Ma part du gâteau (2011)
- Rompicapo a New York (Casse-tête chinois) (2013)
- Ritorno in Borgogna (Ce qui nous lie) (2017)
- Deux moi (2019)
- La vita è una danza (En corps) (2022)
- La venue de l'avenir (2025)

### Cortometraggi
- In Transit (1986)
- Ce qui me meut (1989)
- 3000 scénarios contre un virus (1993)
- Le ramoneur des Lilas (1998)

### Televisione
- Maasaïïtis, documentario sui Masai (1989)
- Lumière and Company, documentario (1995)
- Aurélie Dupont, l'espace d'un instant, documentario su Aurélie Dupont (2010)
- L'élévation, documentario su Renaud Lavillenie (2014)
- Chiami il mio agente!, serie TV, 2 episodi (2015)
- Dire merci, documentario sul Balletto dell'Opéra di Parigi (2020)
- Salade Greque, serie TV (2023)

## Riconoscimenti
Premio César
- 1990
  - Candidatura al miglior cortometraggio per Ce qui me meut
- 1993
  - Candidatura alla migliore opera prima per Riens du tout
- 1997
  - Migliore sceneggiatura originale o il miglior adattamento per Aria di famiglia
  - Candidatura al miglior film per Aria di famiglia
  - Candidatura al miglior regista per Aria di famiglia
- 2003
  - Candidatura al miglior film per L'appartamento spagnolo
  - Candidatura al miglior regista per L'appartamento spagnolo
  - Candidatura alla migliore sceneggiatura originale o il miglior adattamento per L'appartamento spagnolo
- 2009
  - Candidatura al miglior film per Paris
- 2023
  - Candidatura al miglior film per La vita è una danza
  - Candidatura al miglior regista per La vita è una danza
  - Candidatura alla migliore sceneggiatura originale per La vita è una danza

Premio Lumière
- 1997
  - Miglior regista per Aria di famiglia
  - Miglior sceneggiatura per Aria di famiglia
- 2003
  - Miglior sceneggiatura per L'appartamento spagnolo

Montreal World Film Festival
- 1996
  - Premio del pubblico per Aria di famiglia
  - Gran premio speciale di giuria per Aria di famiglia

Festival internazionale del cinema di Berlino
- 1996 – Premio FIPRESCI per Ognuno cerca il suo gatto

European Film Awards
- 2002 – Candidatura al European Film Awards per il miglior regista per L'appartamento spagnolo

Festival internazionale del cinema di Karlovy Vary
- 2002 – Premio del pubblico al miglior film per L'appartamento spagnolo

Festival international du court métrage de Clermont-Ferrand
- 1987 – Premio speciale di giuria per In Transit
- 1990 – Premio speciale di giuria per Ce qui me meut

Sindacato francese della Critica cinematografica
- 1990 – Miglior cortometraggio per Ce qui me meut

Semana Internacional de Cine de Valladolid
- 1989 – Premio Punta d'Oro al miglior cortometraggio per Ce qui me meut

Sarajevo Film Festival
- 1998 – Premio del pubblico per Le ramoneur des lilas

Seattle International Film Festival
- 2003 – Premio Maestri Emergenti

Shanghai International Film Festival
- 2008 – Candidatura al Calice d'Oro per il miglior film per Paris